# Oncotheca
Oncotheca je jediný rod čeledi Oncothecaceae vyšších dvouděložných rostlin z řádu Icacinales. Jsou to keře a malé stromy, rostoucí výhradně na Nové Kaledonii.

## Popis
Zástupci rodu Oncotheca jsou stálezelené keře nebo malé stromy s jednoduchými střídavými kožovitými listy bez palistů.
Čepel listů je celokrajná nebo při vrcholu zoubkatá, se zpeřenou žilnatinou.
Květy jsou drobné, pravidelné, pětičetné, v úžlabních latách. Kališní lístky jsou volné, koruna je krátce zvonkovitá, opadavá. Tyčinek je 5, jsou přirostlé ke korunní trubce, postavené naproti kališním lístkům. Semeník je svrchní, srostlý z 5 plodolistů a s 5 komůrkami. Čnělky jsou volné, krátké. V každém plodolistu jsou 1 až 2 vajíčka. Plodem je peckovice s jedinou peckou obsahující 5 semen.

## Rozšíření
Rod Oncotheca zahrnuje pouze 2 druhy, rostoucí výhradně na Nové Kaledonii.

## Taxonomie
V klasických botanických systémech byla čeleď Oncothecaceae řazena do řádu čajovníkotvaré (Theales). Ve starších verzích systému APG byla ponechána mezi nezařazenými čeleděmi v rámci větve nazývané Lamiids, v systému APG IV z roku 2016 byla společně s čeledí Icacinaceae zařazena do nového řádu Icacinales.